# Vecka

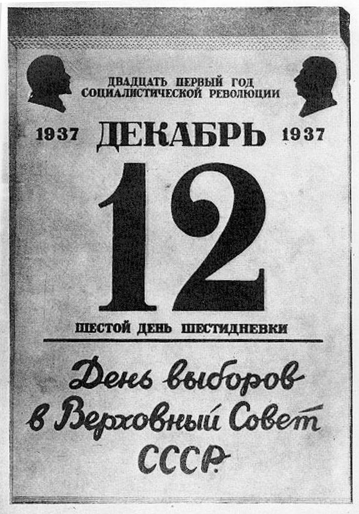
Sovjetiskt kalenderblad från 1937. Då användes den sovjetiska revolutionskalendern med sexdagarsvecka.

En vecka är en sammanhängande följd av sju dygn. Veckan kan ses som en självständig kalender som löper jämsides med mån- och sol-baserade kalendrar.

## Historik
De tidigaste formerna av en vecko-liknande tidsperiod har gissningsvis sitt ursprung i en praktisk vardaglig användning, som exempelvis att reglera när marknadsdagar och handel skulle förekomma, snarare än religiös eller astronomisk karaktär.

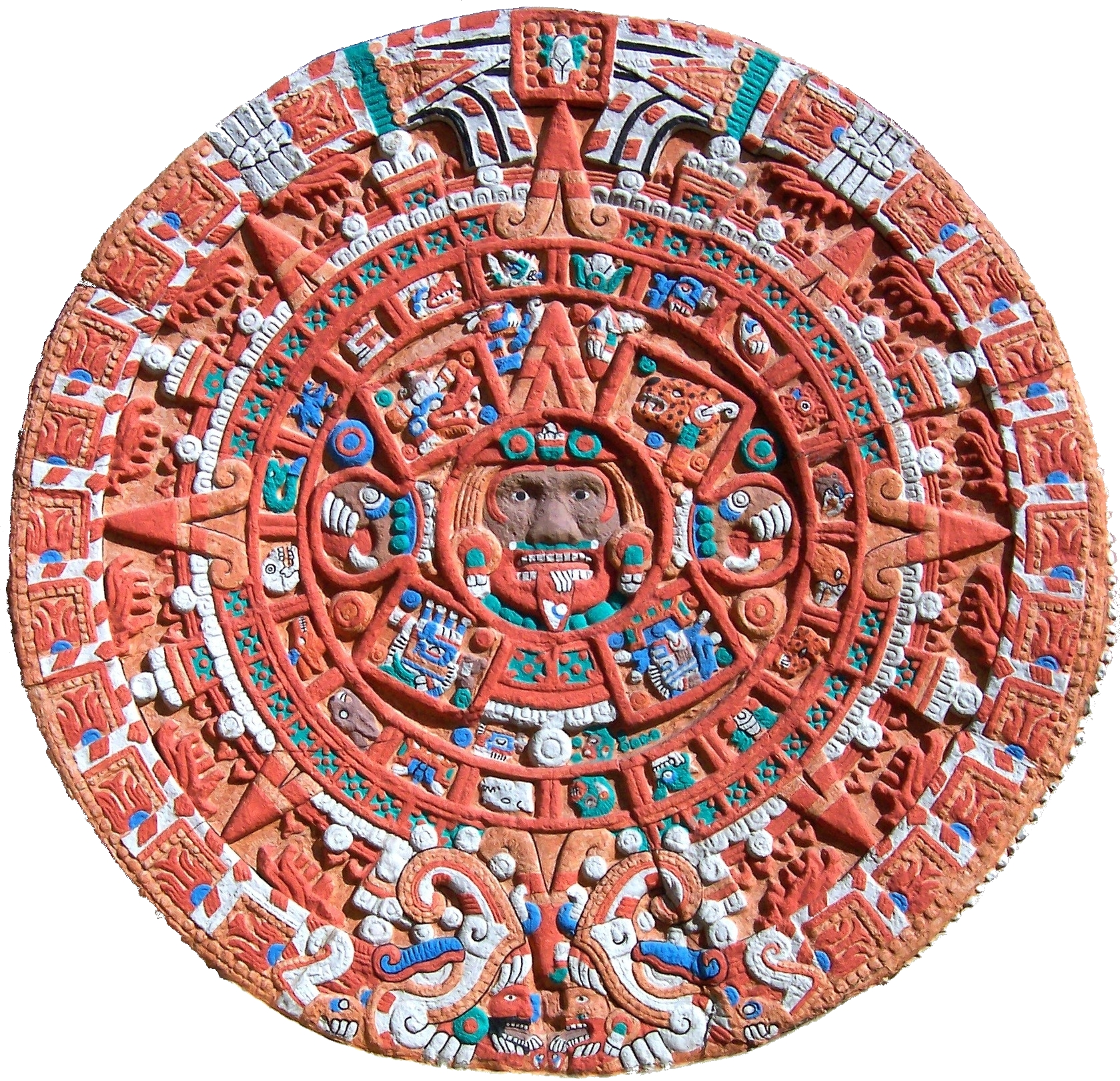
I den aztekiska kalendern fanns 20-dagarsperioder, var och en bestående av fyra femdagarsveckor.

### Alternativa veckolängder
Veckolängden har inte alltid bestått av sju dagar. Veckor med varierande längd har förekommit under historiens lopp och i olika tideräkningssystem. Till exempel 4 dagar i vissa afrikanska kulturer, 10 dagar i antika Grekland och Egypten, och 8 dagar i romerska riket. Även efter Franska revolutionen gjorde man ett kortvarigt experiment med en tiodagarsvecka.

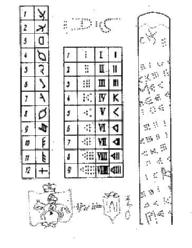
Storfurstendömet Litauen använde på 1300-talet en kalender med niodagarsvecka.

Systemet med en vecka bestående av sju dagar har visat sig vara anmärkningsvärt motståndskraftigt och har överlevt andra förändringar i tideräkningssystemet. När man i Europa övergick från den Julianska till den Gregorianska kalendern på 1500- och 1600-talen togs flera dagar bort ur den innevarande månaden, men veckodagarna fick rulla på som vanligt. Under Franska revolutionen gjordes, som tidigare nämnts, ett kortlivat försök att införa en 10-dagarsvecka genom franska revolutionskalendern. Likaså infördes i Sovjetunionen veckor med annan längd ett par gånger – 5 dagar 1929, och 6 dagar 1932 – men 1940 återgick man till 7 dagar igen. Olika försök att skapa kalendrar där veckan synkroniseras med månaderna och året så att årets dagar alltid infaller på samma veckodag har också gjorts, exempelvis den så kallade Världskalendern.

### Sjudagarsvecka
Den moderna veckan med 7 veckodagar härstammar ursprungligen från Babylonien eller Egypten, där det fanns religiösa föreställningar om att de sju himlakroppar som kunde ses röra sig över himlen var gudar som härskade över olika dagar och timmar på dygnet. De nuvarande veckodagarnas namn och ordning kan direkt härledas ur detta.
Talet sju har därför sannolikt ett mytologiskt/religiöst ursprung eller i föreställningar om olika tals magiska karaktär, snarare än att veckans längd skulle vara en ungefärlig indelning av månaden i fyra delar. Själva ordet vecka är möjligtvis av gotiskt ursprung och har ingen direkt astronomisk koppling. 
Om judarna (som dock inte namngav dagarna efter himlakroppar utan bara numrerade dem) övertog 7-dagarsveckan från Babylonien eller redan hade den kan man idag inte säga, men vi vet att judarna använde 7-dagarsveckan under och efter fångenskapen i Babylonien. Den spreds också till andra delar av östra Medelhavet för att till slut börja användas i det romerska riket parallellt med 8-dagarsveckan. Kristendomens spridning inom det romerska riket medförde också att det uppstod flera varianter på vilken dag som skulle ägnas åt religiöst firande, och år 321 utfärdade därför kejsar Konstantin den store ett dekret om att veckan skulle bestå av 7 dagar med namn efter de 7 himlakropparna (gudarna): solen, månen, Mars, Merkurius, Jupiter, Venus och Saturnus, och att dess första dag skulle vara solens dag, söndag, reserverad för religiöst firande för alla trosriktningar inom romerska riket. Detta blev därefter det vedertagna förhållandet ända fram till våra dagar.

### Veckans inledning

Världskarta med veckans första dag i olika länder.
Måndag
Fredag
Lördag
Söndag

Att söndag var veckans första dag framgår exempelvis av tyskans namn för onsdag: Mittwoch, 'midvecko(dag)'. I flera länder i världen, exempelvis USA, Kanada, Mexiko, Brasilien, Sydafrika, Indien, Saudiarabien, Thailand och Japan, räknas fortfarande söndag allmänt som veckans första dag, medan vissa svenska almanacksförlag på 1960-talet började tillverka veckoalmanackor med lördag och söndag som ett sammanhängande veckoslut (engelska: weekend). I stora delar av Nordafrika och delar av Mellanöstern är lördag veckans första dag, medan det är fredag på Maldiverna.
Internationell standard för veckonumrering och måndag som veckans första dag infördes i och med ISO 2711 (1 januari 1973); ISO 2711 ersattes 1988 av den utökade standarden ISO 8601. I bland annat Sverige innebar ISO 2711 att kalendrarna kom att standardiseras därefter.
Inom judendomen fortsatte man, trots Konstantins dekret, att fira sabbat på den 7:e dagen, och gör det ännu.

### Namngivning
Den babyloniska/persiska veckan spred sig även till andra delar av Asien, exempelvis till Indien, Tibet och Myanmar, och även så långt som till Japan. I Japan har man i åtminstone tusen år använt en kalender där veckodagarna är kopplade till samma himlakroppar och i samma ordning som den västerländska. I Kina har sedan åtminstone 800-talet förekommit ett liknande system, även om 7-dagarsveckan inte fick någon allomfattande betydelse förrän i modern tid. I dagens Kina har dock systemet med att veckodagarna namnges efter planeter ersatts med ett system där de helt enkelt numreras från ett till sju.
Sjudagarsveckan anammades också redan under tiden före kristianisering av germanerna [källa behövs] som bytte ut de romerska gudarna mot asagudar med liknande egenskaper: Mars mot Tyr, Merkurius mot Oden, Jupiter mot Tor, och Venus mot Frigg/Frej eller Freja. De andra dagarna helgades till solen, månen och lustigt nog badet.

## Källhänvisningar
1. 1 2  ”Territory Information” (på engelska). unicode-org.github.io. https://unicode-org.github.io/cldr-staging/charts/38/supplemental/territory_information.html. Läst 9 mars 2023.
2. ↑  Henrikson, Alf (1965): Alla årets dagar, s. 441.
3. ↑  ”måndag”. ne.se. https://www.ne.se/uppslagsverk/encyklopedi/l%C3%A5ng/m%C3%A5ndag. Läst 17 augusti 2018.
4. ↑  "Internationell Standard För Tidangivelser". Kentlundab.se. Läst 14 december 2014.